# مارتین بوسه
مارتین بوسه (به آلمانی: Martin Busse) بازیکن فوتبال و مهاجم اهل آلمان شرقی بود که از سال ۱۹۸۳ میلادی عضو تیم ملی فوتبال آلمان شرقی بوده‌است. وی در ۳ بازی ملی حضور داشته و در بازی‌های ملی‌اش ۱ گل به ثمر رساند. مارتین بوزه آخرین بازی ملی خود را در سال ۱۹۸۳ میلادی انجام داد.